# Rajd Wisły 1980
29. Rajd Wisły – 29. edycja Rajdu Wisły. Był to rajd samochodowy rozgrywany od 19 do 20 września 1980 - piąta runda Rajdowych Samochodowych Mistrzostw Polski w roku 1980. Rajd składał się z trzydziestu sześciu odcinków specjalnych. Został rozegrany na nawierzchni asfaltowej. Zwycięzcą rajdu został Maciej Stawowiak.

## Wyniki końcowe rajdu[1][2]
| Miejsce | Kierowca           | Pilot                  | Samochód              | Czas      | Strata   | Grupa Klasa |
| ------- | ------------------ | ---------------------- | --------------------- | --------- | -------- | ----------- |
| 1       | Maciej Stawowiak   | Ryszard Żyszkowski     | FSO Polonez 2000      | 1:46:13.0 | -        | II/9-15     |
| 2       | Andrzej Koper      | Włodzimierz Krzemiński | Renault 5 Alpine      | 1:51:43.9 | +5:30.9  | II/8        |
| 3       | Adam Polak         | Zbigniew Kabulski      | FSO Polonez 2000      | 1:53:17.0 | +7:04.0  | II/9-15     |
| 4       | Andrzej Radecki    | Ryszard Wilkaniec      | Polski Fiat 125p 1500 | 2:00:53.5 | +14:40.5 | II/8        |
| 5       | Andrzej Białowąs   | Paweł Noakowski        | FSO Polonez 2000      | 2:04:31.0 | +18:18.0 | II/9-15     |
| 6       | Wacław Janowski    | Henryk Krakowczyk      | Zastava 1300          |           |          | II/4-7      |
| 7       | Lech Radkiewicz    | Julian Obrocki         | Fiat 128 Sport Coupé  |           |          | II/4-7      |
| 8       | Mirosław Krachulec | Marek Kusiak           | Polski Fiat 126p      |           |          | II/1-3      |
| 9       | Stanisław Wyka     | Jarosław Zacharski     | Ford Escort RS 2000   |           |          | II/9-15     |
| 10      | Wiesław Cygan      | Zdzisław Swaczyna      | Polski Fiat 126p 650  |           |          | II/1-3      |